# Burg Blomendal
Die Burg Blomendal (auch als Hus Blomendal oder Haus Blomendal bekannt) ist eine mittelalterliche Wasserburg im Bremer Stadtteil Blumenthal und das älteste Profangebäude in Bremen. Der Name Blomendal ist die niederdeutsche Schreibweise von Blumenthal. Die Burganlage liegt am Zusammenfluss von Blumenthaler Aue und Beckedorfer Beeke. 
Gebäude und Nebengebäude (19. Jh.) stehen seit 1973 unter Denkmalschutz.

## Geschichte
Im 13. Jahrhundert bauten die Ritter von Oumünde (von Aumund) im Gebiet von Lüssum die erste Burg zu Blomendal auf dem Burgberg oberhalb des Auetals, die 1305 während der Bremer Ratsfehde zerstört wurde. 1354 wurde von den Rittern die zweite Burg Blomendal erbaut. Als Besitzer wurden die Herren von Oumünde, Diderich von Reken und Johann von der Hude erwähnt.
1436 verkauften die Ritter Johann und Otto von Borch „dat slot Blomendale“ für 1400 Rheinische Gulden an den Bremer Rat. Bremen verpachtete das Haus mit seinen umfangreichen Einkünften an verdiente Ratsherren oder Bürgermeister auf jeweils zehn Jahre.
1542 zog der Bremer Bürgermeister Diedrich Hoyer der Ältere als Pächter in Blomendal ein. Sein Sohn Erich Hoyer, ebenfalls Bremer Bürgermeister, gab die noch erhaltene Deckenbemalung in Auftrag. 
Ab dem 16. Jahrhundert diente die Burg Blomendal nur noch als Verwaltungs- und Gerichtssitz und wurde damit zum „Amt Blomendal“. Von 1638 bis 1652 amtierte Johann Hoppe hier als verdienstvoller Vogt; eine Straße in Blumenthal wurde nach ihm benannt.
Im Vorfeld des Ersten Bremisch-Schwedischen Kriegs 1653 besetzten schwedische Truppen unter Graf Königsmarck diese Burg (nun „Haus Blomendal“ genannt), sowie die Orte Lesum und Burg.
Im Zweiten Stader Vergleich von 1742 wurde das Haus Blomendal aus seiner Verbindung zu Bremen gelöst und dem Kurfürstentum Braunschweig-Lüneburg zugesprochen.
Mit der Annexion des Königreichs Hannover durch Preußen 1866 kam auch Blumenthal unter preußische Verwaltung. Unter Landrat Paul Berthold wurde das Landratsamt des Kreises Blumenthal 1884 auf Haus Blomendal eingerichtet. Im Zuge der Eingemeindung Blumenthals nach Bremen fiel die Burg Blomendal 1939 an Bremen zurück.

## Heutige Nutzung
Nach umfassender Restaurierung in den 1970er Jahren sind in der Burg gegenwärtig die Archivräume des Heimatvereins Blumenthal e. V. und ein Kindergarten untergebracht. Die Räumlichkeiten werden für Konzerte, Bühnenstücke, Vorträge, private Festlichkeiten, Tagungen und Ausstellungen genutzt. Die Burg Blomendal liegt in unmittelbarer Nähe der Station Bremen-Blumenthal der Nordwestbahn-Strecke Vegesack–Farge sowie der Haltestelle Bahnhof Blumenthal der Buslinien 90 bis 92 und 94 bis 97 der Bremer Straßenbahn AG. 

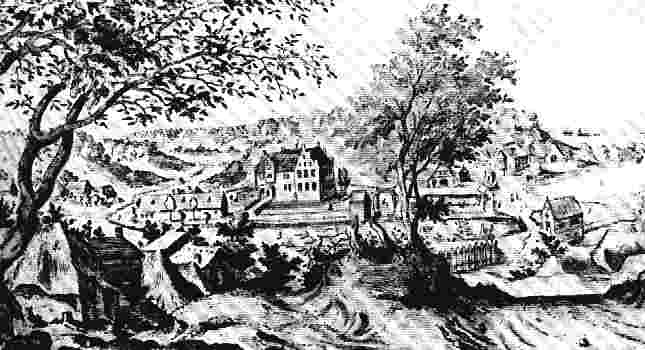
Wasserburg Blumenthal, 1600 nach Wilhelm Dilich
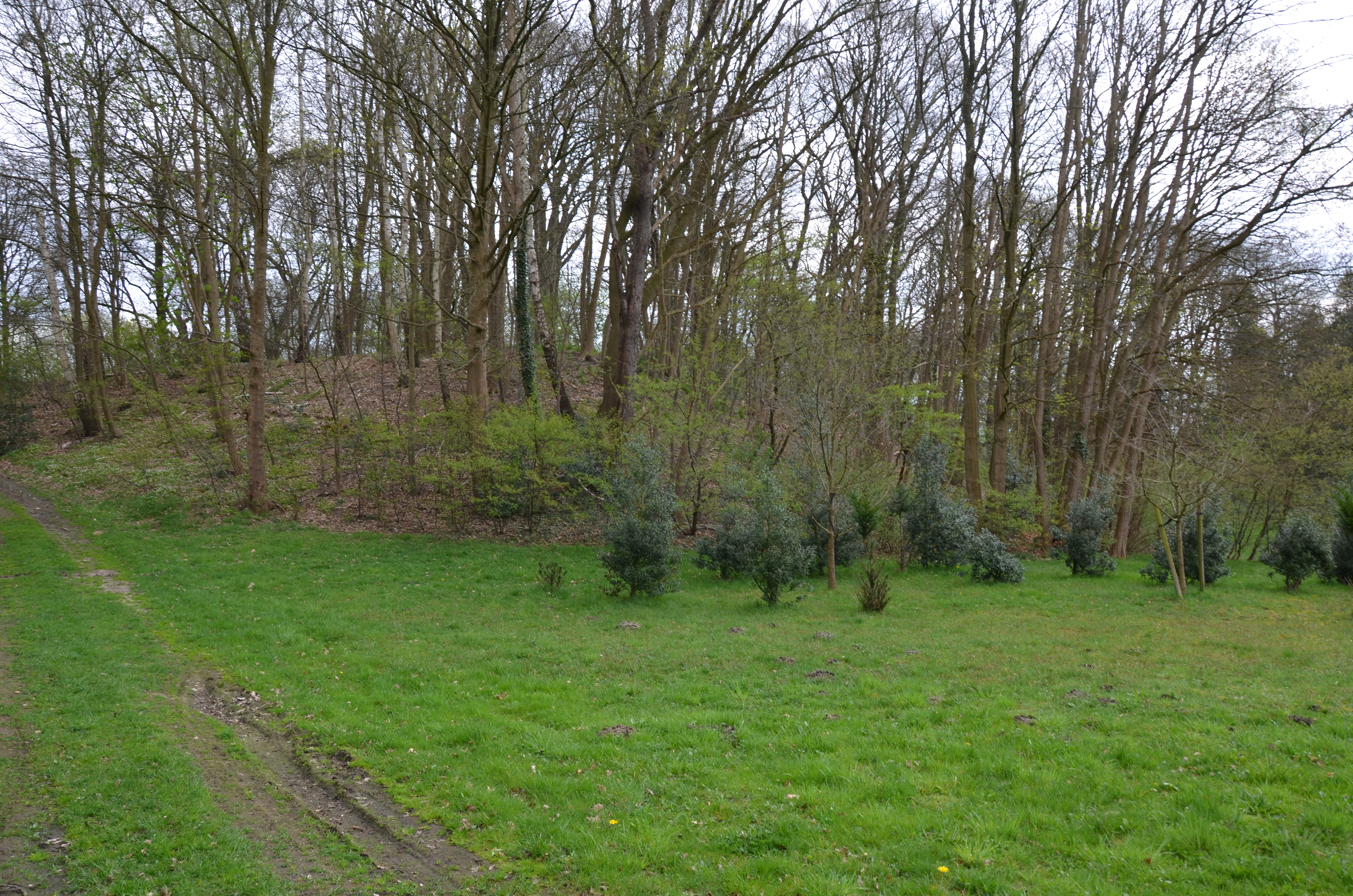
Areal des alten Burgbergs
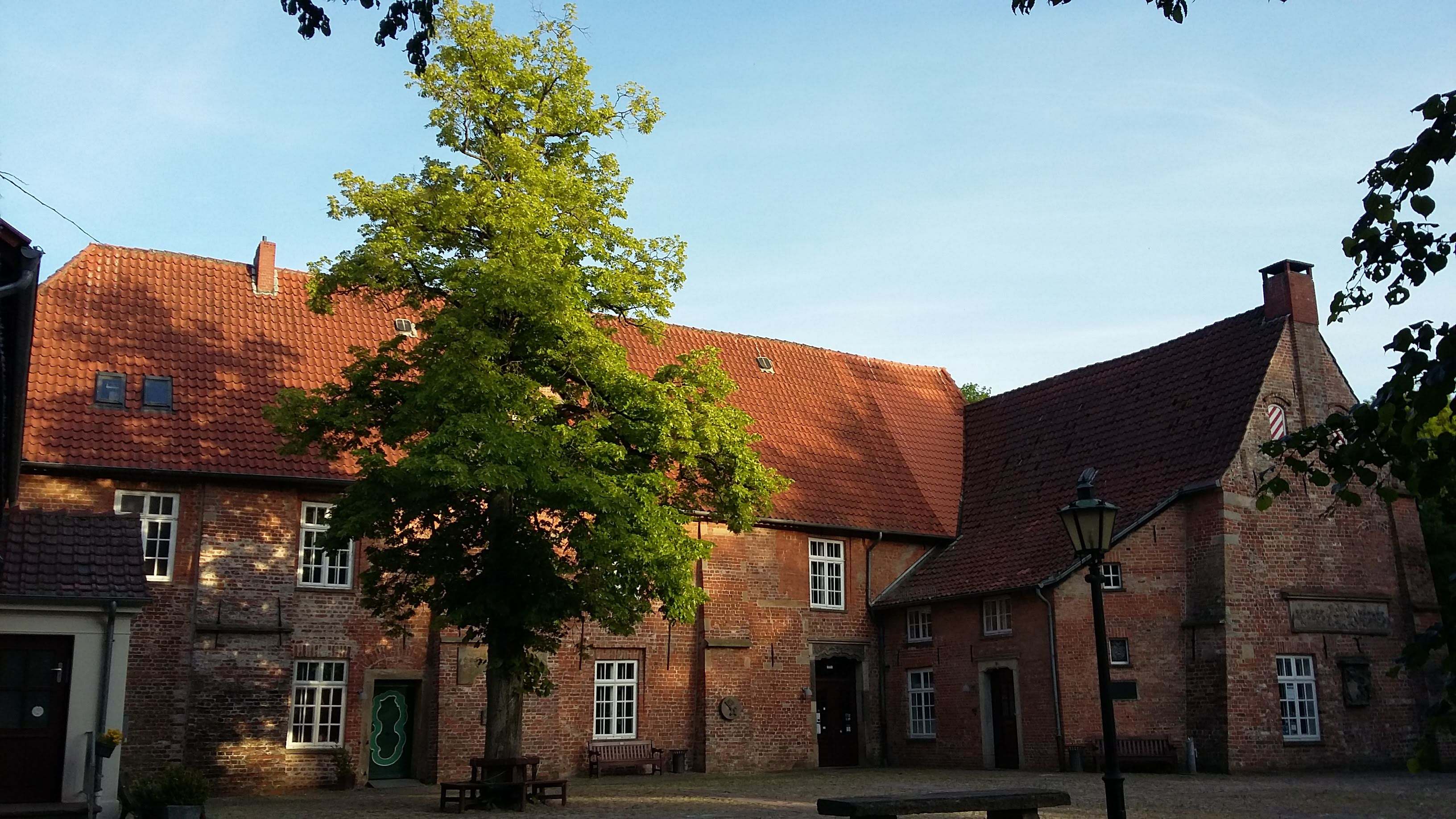
Burghof
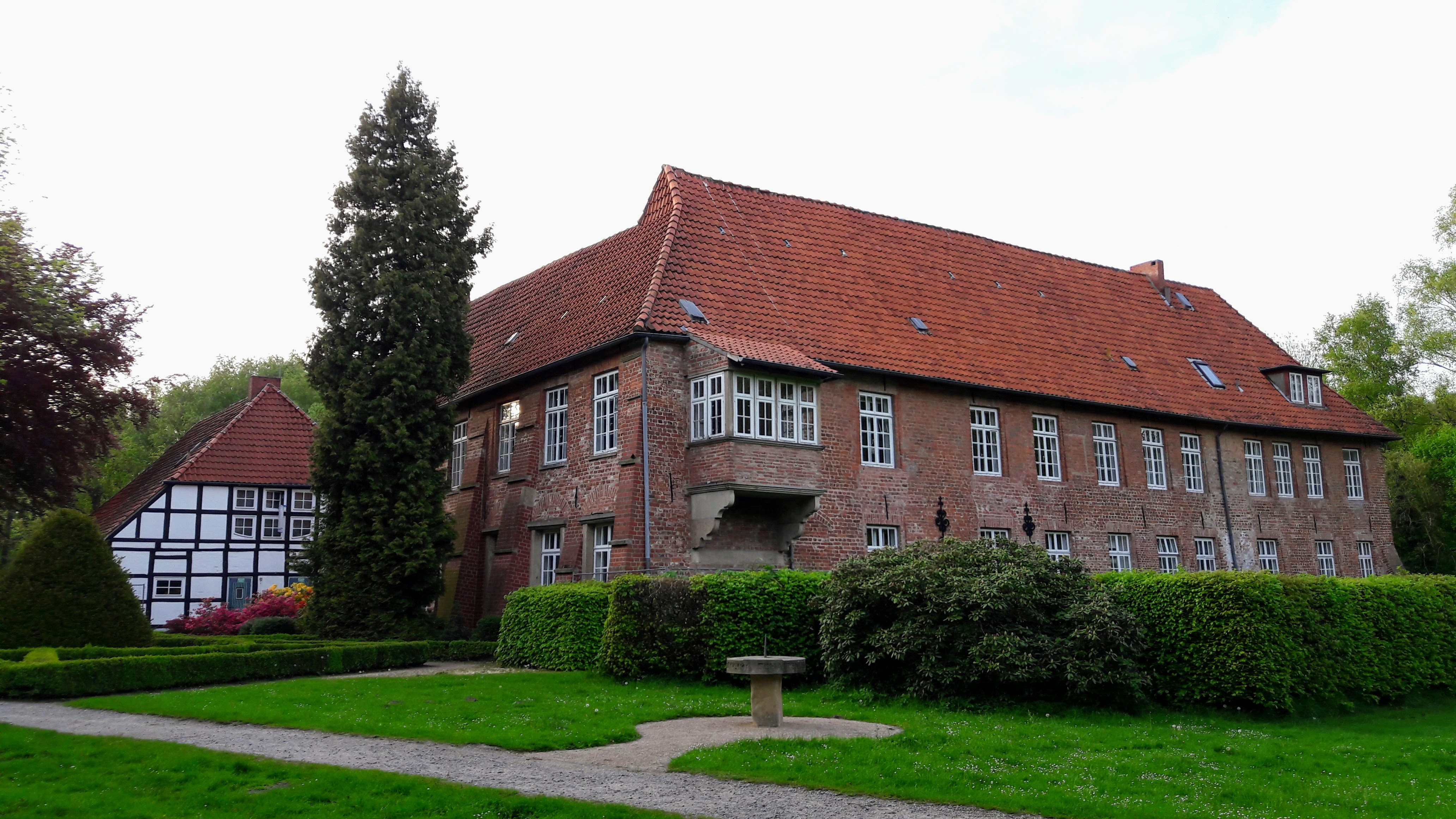
Blick von Süden auf die Burg